# Fontpédrouse
Fontpédrouse (în catalană Fontpedrosa) este o comună în departamentul Pyrénées-Orientales din sudul Franței. În 2009 avea o populație de 132 de locuitori.

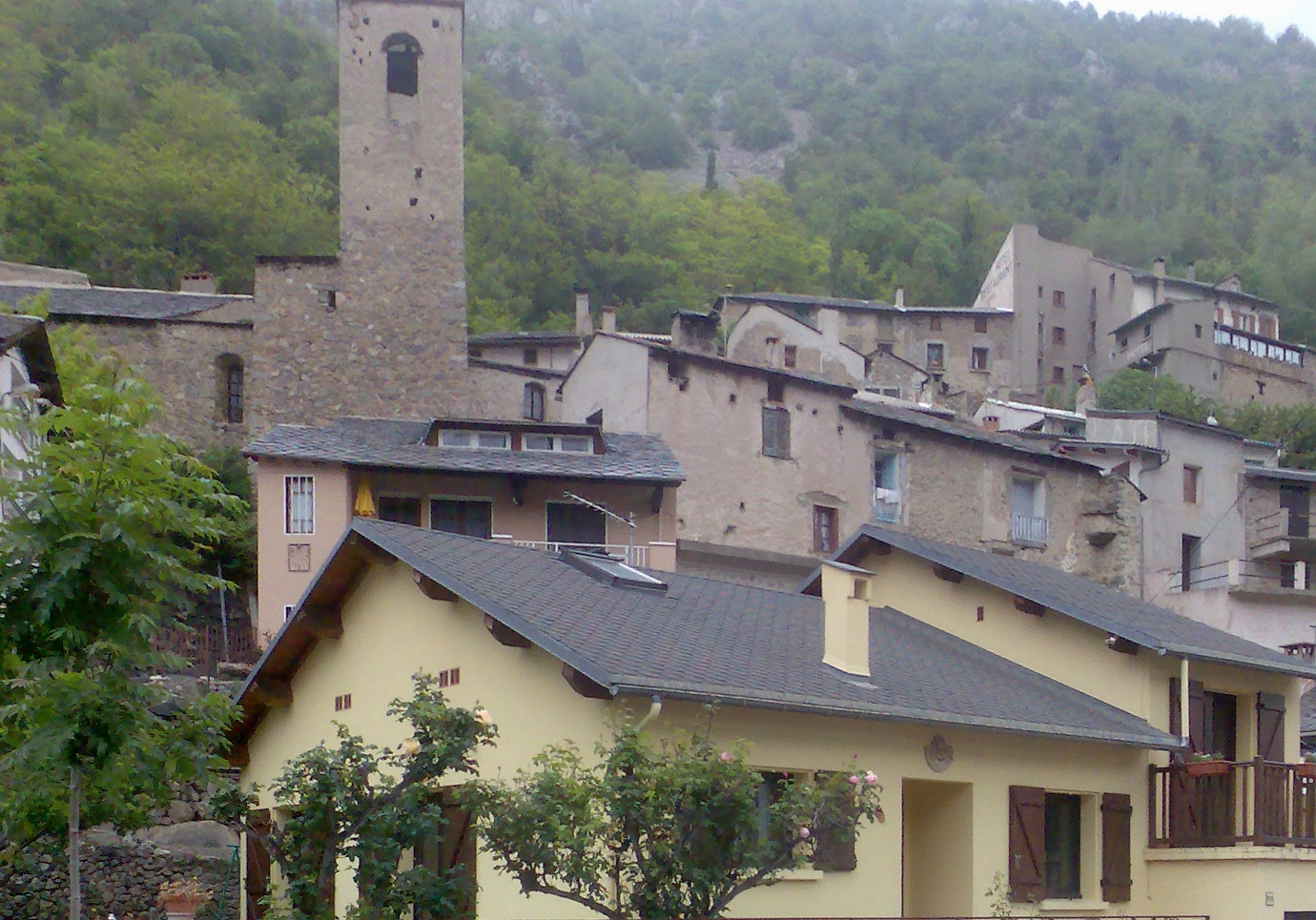
Fontpédrouse

## Evoluția populației
| An        | 1975 | 1982 | 1990 | 1999 | 2006 | 2009 |
| --------- | ---- | ---- | ---- | ---- | ---- | ---- |
| Populație | 147  | 108  | 138  | 123  | 118  | 132  |